# Monika Knapp
Monika Knapp (3 dicembre 1981) è un'ex sciatrice alpina italiana.

## Biografia
Gigantista pura originaria di Cavalese e attiva in gare FIS dal dicembre del 1996, la Knapp esordì in Coppa Europa il 28 gennaio 1998 a Falcade e in Coppa del Mondo il 23 gennaio 2000 a Cortina d'Ampezzo, in entrambi i casi senza completare la prova. Conquistò l'unico podio in Coppa Europa il 22 dicembre 2002 a Zwiesel (3ª) e prese per l'ultima volta il via in Coppa del Mondo il 25 gennaio 2003 a Maribor, senza completare la prova (non portò a termine nessuna delle quattro gare nel massimo circuito cui prese parte). Si ritirò al termine di quella stessa stagione 2002-2003 e la sua ultima gara fu lo slalom gigante dei Campionati italiani 2003, disputato il 25 marzo a Ponte di Legno/Passo del Tonale e non completato dalla Knapp; in carriera non prese parte a rassegne olimpiche o iridate.

## Palmarès

### Coppa Europa
- Miglior piazzamento in classifica generale: 50ª nel 2003
- 1 podio:
  - 1 terzo posto